# Dacnusa oscinidis
Dacnusa oscinidis är en stekelart som beskrevs av William Harris Ashmead 1889. Dacnusa oscinidis ingår i släktet Dacnusa och familjen bracksteklar. Inga underarter finns listade i Catalogue of Life.